# Luigi Amara

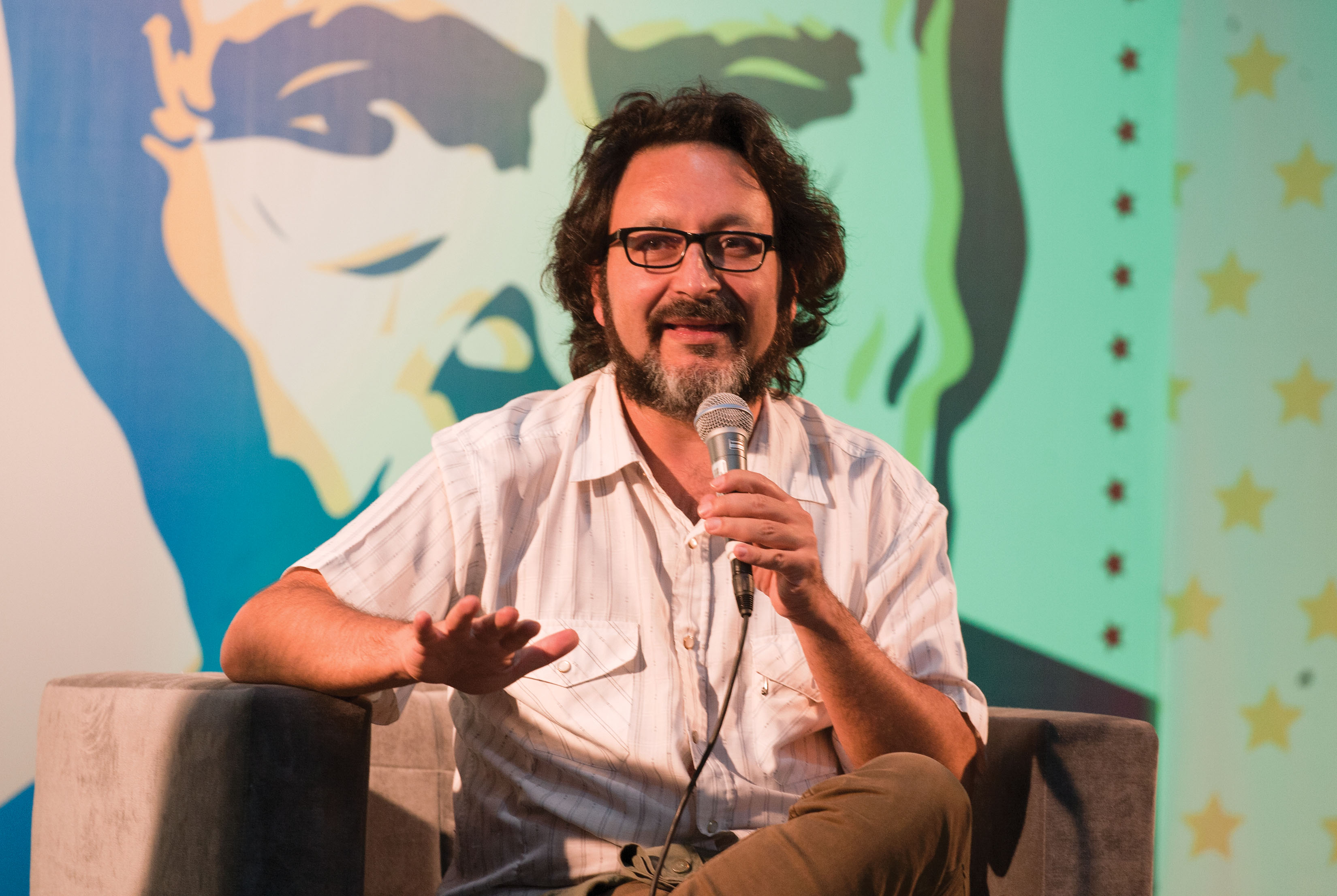
Luigi Amara

Luigi Amara (geboren 6. Januar 1971 im Mexiko-Stadt) ist ein mexikanischer Schriftsteller.

## Leben
Luigi Amara studierte Philosophie an der Universidad Nacional Autónoma de México (UNAM). Amara gründete die Zeitschrift Paréntesis. Er ist Mitglied der Redaktion des Magazins Pauta und schreibt für eine Reihe anderer Zeitschriften. Seit 2005 ist er Herausgeber beim Verlag Tumbona Ediciones.
Amara erhielt 1998 für El cazador de grietas den „Premio Nacional de Poesía Joven Elías Nandino“ und 2006 den Jugendliteraturpreis „Premio Hispanoamericano de Poesía para Niños“.

## Werke (Auswahl)
- El decir y la mancha. Col. Villa Quietud, D.F. : Universidad Autónoma Metropolitana, Unidad Xochimilco, 1994
- El cazador de grietas. México Consejo Nacional para la Cultura y las Artes 1998
- Envés. México, D.F. : FilodeCaballos, Editores : CONACULTA/Fonca, 2003
- Pasmo. México, D.F. : Trilce Ediciones, 2003
- Sombras sueltas. Essay. México, D.F. : Universidad Nacional Autónoma de México : DGE-Equilibrista, 2006
- Las aventuras de Max y su ojo submarino : poemas. Illustrationen Jonathan Farr. México, D.F. : Fondo de Cultura Económica : Fundación para las Letras Mexicanas, 2007
- A pie. Oaxaca : Almadía, 2010
- Los calcetines solitarios : una historia sobre bullying. México, D.F. : Sexto Piso, 2011
- Cuaderno flotante. México, D.F. : Mantarraya Ediciones : Editorial Aldus, S.A., 2012
- La escuela del aburrimiento. Essay. México, D.F. : Sexto Piso, 2013.
- Los disidentes del universo. Essay. México : Editorial Sexto Piso. 2013
- El peatón inmóvil. Essay. Guadalajara, Jalisco : Arlequín, 2013
- Historia descabellada de la peluca. Barcelona : Editorial Anagrama, 2014
  - Die Perücke. Übersetzung Peter Kultzen. Berlin : Berenberg, 2017 ISBN 978-3-946334-15-6[2]
- Nu)n(ca. Gedichte. Madrid : Sexto Piso, 2015